# 1605

## أحداث
- تأسيس مدينة أولو على يد كارل التاسع وتقع حاليا في فنلندا.
- بدء حصار قندهار والذي استمر إلى 1606.
- بداية الحرب البولندية الموسكية في 1605 والتي انتهت في 1618.

- ولاية السلطان المغولي جهانكير خان بن أكبر الحكمَ في الهند (1605 - 1627).
- ميغيل دي سرفانتس يصدر المجلد الأول من روايته دون كيخوت.
- مؤامرة البارود : جماعة من الكاثوليك مؤامرة لنسف البرلمان وقتل الملك جيمس الأول ملك إنجلترا.
- شركة الهند الشرقية الهولندية تأسس أول مستعمرة لها في أمبون في جزر الملوك في إندونيسيا.
- تأسيس مدينة أولو في إقليم أولو في فنلندا (في 20 يوليو) على يد الملك كارل التاسع ملك السويد.
- تأسيس (بانكو دي سانتو سبيرتو) الذي اندمج مع (كازا دي رسبارميو دي روما) ليؤسسا بنك روما.
- حسن باشا يصبح والي مصر.
- الرحالة البرتغالي (بدرو تكسيرا) يزور حلب، وهو يهودي الأصل اعتنق المسيحية.
- القوات القيصرية الروسية تلحق هزيمة ساحقة بقوات ديمتري الأول (الكذاب) في منطقة دوبريجني الجنوبية الغربية، لكن الشعب التف حوله وتولى العرش بعد وفاة القيصر بوريس غادونوف.
- (بوم) ينزل الغواصة الأولى وكان شكلها مختلف وفي أول نزول لها في النهر التصقت بالوحل في قاع النهر وذلك يرجع إلى أخطاء في التصميم.
- ليو الحادي عشر يصبح بابا للكاثوليك.
- بول الخامس يصبح بابا للكاثوليك.
- نشر أول صحيفة بالعالم في فرنسا على يد يوهان كارولوس.
- هزيمة الجيوش السويدية أمام التحالف البولنديِ الليتواني.
- مجزرة للجالية اليهودية في بيسينز بالنمسا.
- تَحتل القوات البولنديةُ موسكو.

## مواليد
- خيساياس رومبلر فون لوفنهالت : شاعر ورسام ألماني، يعتبر من رواد الشعر في عصر الباروك.
- الملك فيليب الرّابع : ملك إسبانيا.
- جياكومو كاريسمي : ملحن إيطالي.
- الأب نيكون : أب الكنيسة الأرثوذكسية الروسية.
- توماس راندولف : شاعر ومسرحي إنجليزي.
- سايمون داتش : شاعر غنائي وكاتب تراتيلِ بروسي.
- بولسترودي وايتلوك : محامي وعضو البرلمان الإنجليزي.
- كايسيليوس كالفرت : حاكم ميريلند الاستعماري.
- هنري هاموند : كاهن إنجليزي.
- وليام دوجدال : آثاري إنجليزي.
- إسماعيل بوليالدوس : فلكي فرنسي.
- السّيرِ توماس براون : طبيب وفيلسوف إنجليزي.
- وليام هابنجتون : شاعر إنجليزي.
- تيانكي : إمبراطور الصين.
- وليام بيركيلي : حاكم فرجينيا.
- جون غاودين : أسقف وكاتب إنجليزي.
- نيكتاريوس المقدسي، رجل دين أرثوذكسي من القدس.
- توماس نابيس : مسرحي إنجليزي.
- أفاناسي أوردن ناشتشوكين : رجل دولة روسي.
- برينولفر سفينسون، أسقف وعالم أيسلندي.
- جين بابتست تافرنيه : فرنسي، رائد التجارةِ مَع الهند.
- أدرياين برووير : رسّام فلمنكي.
- وليام غوف، عضو برلمان الإنجليزي.
- فرانسوا دو بوسكيه، أسقف فرنسي.

## وفيات
- البابا كليمنت الثامن (1536 ـ 1605 م) توفي 5 مارس.
- 13 أبريل - القيصر الروسي بوريس غودونوف (1551- 1605) .
- 15 أكتوبر - سلطان مغول الهند جلال الدين أكبر (1542-1605) .
- أورازيو فيتشي، ملحن إيطالي.
- آدم لوفتوس، رئيس الأساقفة الكاثوليك في إنجلترا.
- جون ستاو، مؤرخ وآثاري إنجليزي.
- فيودور الثاني، قيصر روسيا لشهرين فقط، أعدم.
- البابا ليو الحادي عشر.
- يان زأمويسكي، نبيل بولندي.
- السّير توماس تريشام، سياسي إنجليزي.
- يان تارنوسكي، رئيس أساقفة كراكو.
- بونتوس دي تيارد، شاعر فرنسي.
- ميند مانويل، ملحن برتغالي.
- ثيودور بيزا، عالم ديني فرنسي.
- روبرت كاتيسبي، متآمر إنجليزي.
- أوليسي ألدروفاندي، عالم تاريخ طبيعي الإيطالي.
- فرانسيز تريشام، متآمر إنجليزي.
- جون ديفيس، مستكشف إنجليزي
- ماريك سوبيسكي، نبيل بولندي.